# Саркаваг Бердакаци
Саркаваг Бердакци (арм. Սարկավագ Բերդակցի) — армянский поэт XVI века.
Биографические данные отсутствуют. Судя по имени был священнослужителем (саркаваг по-армянски означает дьякон) и родился в селении Бердак (однако в средневековой Армении известны несколько таких селений).
Известен по единственному стихотворению (тагу) «Хвала винограду, рюмке и веселью» (арм. «Գովասանութիւն խաղողոյ, բաժակի, այլև վասն ուրախութեան»). Стих посвящён вину, в нём напиток представлен как божественный дар, полезный для всех (от королей до бедняков и инвалидов). Искусным и тонким описанием винограда Саркаваг вдохновляет в него жизнь. Свои рассуждения подкрепляет религиозными аргументами: для него вино как священный символ и вино как напиток эквивалентны — если первый окрыляет душу, то второй окрыляет разум. «Хвала» была опубликована уже в  1892 году, в 1906 была переведа на французский. Иногда перу Бердакаци приписывают и народную песню «Царицу я увидел» (арм. «Թագուհի մի ես տեսա»).